# ماري جوزفين بوث
ماري جوزفين بوث (بالإنجليزية: Mary Josephine Booth)‏ هي أمينة مكتبة أمريكية، ولدت في 1876، وتوفيت في 1965.